# 佐宗鈴夫
佐宗 鈴夫（さそう すずお、1940年 - ）は、日本の翻訳家。
静岡県生まれ。
1962年早稲田大学仏文科卒業。1965年同哲学科卒業。同大学院仏文科中退。
コピーライターを経て、翻訳家となり、フランス語、英語の翻訳を行う。

## 翻訳
- 『犬橇』（ジョゼ・ジョバンニ、早川書房）1981、のち文庫
- 『トンネル』（アンドレ・ラカーズ、早川書房） 1981
- 『殺人海岸』（ミシェル・グリゾリア、ハヤカワ・ミステリ文庫） 1982
- 『狼たちの標的』（ジョゼ・ジョバンニ,ジャン・シュミット、ハヤカワ文庫） 1983
- 『復讐の狼』（ジョゼ・ジョバンニ、ハヤカワ文庫） 1984
- 『マムシを殺せ』（ジャン・ランボレル、早川書房） 1984
- 『ハンターにまかせろ』（エリック・ソーター、ハヤカワ・ミステリ文庫） 1985
- 『血の誓い 長編スパイ・サスペンス』（デイヴィッド・マレル、光文社文庫） 1986
- 『女神に愛された青年』（E・X・ジルー、早川書房） 1986
- 『地獄の鍵』（ジャック・ヒギンズ、河出文庫） 1987
- 『盗聴者』（フランカム,マグレガー、集英社文庫） 1987
- 『脱走者の勲章』（ロン・マーティン、ハヤカワ文庫） 1988
- 『本命馬』（フランカム,マグレガー、集英社文庫） 1988
- 『石油王国を乗っ取れ!』（フェルナンド・シュワルツ、光文社文庫） 1989
- 『ナッシング・ナチュラル 危険な二人』（ジェニー・ディスキー、河出書房新社） 1989
- 『赤いコーリャン』（ヤー・ディン、[注釈 1]集英社） 1990
- 『第四コーナー殺人事件』（フランカム,マグレガー、集英社文庫） 1991
- 『ぼくの命を救ってくれなかった友へ』（エルヴェ・ギベール、集英社） 1992、のち文庫
- 『黄金の眠る場所』（ダン・オブライエン、早川書房） 1994
- 『ヴァンサンに夢中』（エルヴェ・ギベール、集英社） 1994
- 『犬たち』（エルヴェ・ギベール、集英社） 1995
- 『命の船』（パスカル・ド・デューヴ、集英社） 1995
- 『フランドルの呪画』（アルトゥーロ・ペレス・レベルテ、集英社） 1995、のち文庫
- 『荒野へ』（ジョン・クラカワー、集英社） 1997、のち文庫
- 『パーフェクト・ストーム 史上最悪の暴風に消えた漁船の運命』（セバスチャン・ユンガー、集英社） 1999、のち文庫
- 『屍肉の聖餐』（ユベール・コルバン、集英社文庫） 2001
- 『サンタ・クルスの真珠』（アルトゥーロ・ペレス・レベルテ、集英社） 2002
- 『終わりなき戦いの地』（セバスチャン・ユンガー、集英社文庫） 2003
- 『信仰が人を殺すとき』（ジョン・クラカワー、河出書房新社） 2005
- 『イリュージョン 悩める救世主の不思議な体験』（リチャード・バック、集英社） 2006、のち文庫
- 『アークエンジェル 女王陛下の少年スパイ! アレックス』（アンソニー・ホロヴィッツ、荒木飛呂彦イラスト、集英社） 2007
- 『悪女ジュスティーヌ』（インゲル・フリマンソン、集英社文庫） 2011
- 『世界にひとつのプレイブック』（マシュー・クイック、集英社文庫） 2013

### ジョルジュ・シムノン
- 『メグレと幽霊』（ジョルジュ・シムノン、河出書房新社） 1976、のち文庫
- 『メグレ夫人と公園の女』（シムノン、河出書房新社） 1977
- 『メグレと殺された容疑者』（シムノン、河出書房新社） 1978
- 『メグレと録音マニア』（シムノン、河出書房新社） 1978
- 『メグレ夫人のいない夜』（シムノン、河出書房新社、メグレ警視シリーズ） 1978
- 『メグレの拳銃』（シムノン、河出書房新社、メグレ警視シリーズ） 1979

### パトリシア・ハイスミス
- 『妻を殺したかった男』（パトリシア・ハイスミス、河出文庫） 1991
- 『アメリカの友人』（ハイスミス、河出文庫） 1992、のち改版
- 『太陽がいっぱい』（パトリシア・ハイスミス、河出文庫）1993、のち改版
- 『死者と踊るリプリー』（ハイスミス、河出文庫） 2003、のち改版